# 閃電十一人GO 究極之絆 獅鷲獸
《閃電十一人GO 究極之絆 獅鷲獸》是2011年12月23日由東寶上映的《閃電十一人系列》劇場動畫作品第二作。預告片之旁白為山寺宏一。台灣的卡通頻道於2013年8月18日播映，香港方面在2014年8月23日20:30於TVB兒童台播放，而翡翠台方面在2014年12月30日10:30播放。

## 概要
是系列作中的第二個劇場版動畫並且同時上映2D電影和3D電影，較特別的是與第一作電影一樣在12月23日上映。可以和Wii遊戲《閃電十一人 王牌前鋒》連動。此外，一些於動畫版中暫未登場之前代角色也會於本作登場。
本作故事內容的時間點，在本篇的第32話和33話中間。

## 故事大綱
某天，雷門足球社收到了必需參加強化合宿的命令。於是天馬等人被帶到了一個被自然包圍著的神秘島嶼，而其實這裡是一個能夠產生種子選手的島「神之伊甸（ゴッドエデン）」。出現在他們面前的，就是有著「究極之光」與「究極之闇」的球隊，無盡閃光隊與遠古黑暗隊，面對強大的敵人，雷門足球社將全力迎戰……。

## 登場人物
松風天馬（聲：寺崎裕香（日本）／張頌欣（香港））
- 合體化身

- 魔帝獅鷲獸（魔帝グリフアン(魔帝葛利芬)

由魔神亞克佩加薩斯、劍聖蘭斯洛特和奏者瑪耶斯特羅合體而成的最強化身。
合體化身技為「火炎之劍」
劍城京介（聲：大原崇（日本）／李凱傑（香港））
神童拓人（聲：齋賀觀月（日本）／李致林（香港））
霧野蘭丸（聲：小林優（日本）／羅杏芝（香港））
圓堂守（聲：竹內順子（日本）／黃啟昌（香港））
鬼道有人（聲：吉野裕行（日本）／張裕東（香港））
吹雪士郎（聲：宮野真守（日本）／梁偉德（香港））
壁山塀吾郎（聲：田野惠（日本）／李錦綸（香港））
風丸一郎太（聲：西墻由香（日本）／關令翹（香港））
不動明王（聲：梶裕貴（日本）／鄧志堅（香港））

### 無限閃光隊
《劇場版 閃電十一人GO 究極之絆》登場、是位於能夠產生種子選手的「神之伊甸（ゴッドエデン）」島中，被作為種子選手加以訓練的隊伍。遊戲版於《光明版》中登場。劇場版宣傳片中被稱作是「究極之光」的球隊。只要在「光明版」贏過「無盡閃耀隊」以及在「黑暗版」贏過「遠古黑暗隊」並且彼此通訊就能對抗「零隊」。
白龍（聲：福山潤（日本）／鍾見麟（香港））
無盡閃耀隊的隊長，也是零隊的隊長。位置FW，背號10號。有著銀色的頭髮並且綁著馬尾。是在「神之伊甸」接受英才教育的種子選手的高材生、也是牙山計畫中的核心。對於被他視為對手的劍城離開「神之伊甸」後、就對他抱持著「想讓他看看自己實力」的想法、並且稱離開島上的他是「三流種子選手」。
必殺技是「白色颶風」、「零式麥格農」（修）。
- 白龍的化身

- 聖獸閃光鬥龍（聖獸シャイニソグドラゴソ）

化身技為「純白吐息」
- 合體化身

- 聖騎士亞瑟（聖騎士アーサー）

合體化身技為「聖王之劍」
蛇野卷人（へびの まきと）
聲：岩崎了（日本）
零隊的一員。位置GK。背號1號。高個子體型、綠色與紫色的長髮為其特徵。
必殺技是「毒蛇魔牙」
佐喜幸夫（さき ゆきお）
聲：吉野裕行（日本）
零隊的一員。位置DF。背号2號。有一對朝上的眉毛及薄茶色的短髪。
江島一八（えじま かずや）
聲：奈良徹（日本）
零隊的一員。位置DF。背号3號。有一對緊黏在一起的眉毛、束起來的橘色長髪還有黃色的染髮的巨漢
鬼塚平太（おにづか へいた）
聲：小林優（日本）
零隊的一員。位置DF。背号4號。體型嬌小、有著三角型眼睛、還將頭髮綁成四道馬尾。
青銅彈（せいどう だん）
聲：ゆりん（日本）
零隊的一員。位置MF。特徴為紅色的長髪、外表很中性。
帆田光洋（ほだ みつひろ）
聲：金野潤（日本）
位置FW。金髮中參有少許黑髮、特徴為紫色的髮箍。
銀座宮章（ぎんざみや あきら）
聲：折笠富美子（日本）
位置MF。特徵棕色的短髮。
笹山瀧（ささやま たき）
聲：西墻由香（日本）
位置MF。有著圓型眉毛及藍色的短髮、外表看起來很中性。
新田御流（にった みる）
聲：藤村歩（日本）
位置MF。體型嬌小而且有著褐色肌膚、留著短髮而且有兩道很長的前髮
藤木立彦（ふじき たつひこ）
位置DF。背號号5號。身材纖細、有一頭向外延伸而灰色七三頭髮型。

### 遠古黑暗隊
《劇場版 閃電十一人GO 究極之絆 》登場、是位於能夠產生種子選手的「神之伊甸（ゴッドエデン）」島中，被作為種子選手加以訓練的隊伍。遊戲版於《黑暗版》中登場。劇場版宣傳片中是被稱作是「究極之闇」的球隊。只要在「光明版」贏過「無盡閃耀隊」以及在「黑暗版」贏過「遠古黑暗隊」並且彼此通訊就能對抗「零隊」。
修（聲：澤城美雪（日本）／沈小蘭（香港））
遠古黑暗隊的隊長，也是零隊副隊長。位置FW。背号11號。有著褐色肌膚和藍色短髮，然後又有兩道紅白色交雜的前髮。是在「神之伊甸」接受英才教育的種子選手們的高材生、也是位不知為何要來幫助天馬他們的謎之少年。對於島上的事情非常清楚，由於認為「足球不是用來決定人的價值的道具」，所以有著冷靜對應各種狀況的個性。
實際上是位早就死亡的鬼魂。過去是名住在島上的少年並且因為無法救出被當作祭品候補的妹妹，以及對「神之伊甸」所殘存的強烈的眷戀感，讓他因為這份悔恨和執著而因此留在這個世上
必殺技是「黑色灰燼」、「零式麥格農」（白龍）。
- 修的化身

- 暗黑神闇之艾克索達斯（暗黑神ダークエクソダス）

化身技為「魔王之斧」
- 合體化身

- 聖騎士亞瑟（聖騎士アーサー）

合體化身技為「聖王之劍」
悠木譲（ゆうき じょう）
聲：四宮豪（日本）
零隊的一員。位置MF。背号9號。有著褐色肌膚及一頭紫色的平頭、同時也有一道垂下來的前髮。
必殺技是「絕殺拱橋」
海（カイ）
聲：金野潤（日本）／鄧港文（香港）
零隊的一員。位置FW。背號10號。有著水藍色像是貓耳造型的頭髮。背号10號（零隊時是MF、背号8號）。有著藍色像是動物的髮型。
蘆矢昇（聲：佐佐木日菜子（日本）／林丹鳳（香港））
位置GK。背號1號。。有著黑皮膚和嬌小的體格、戴著紫紅色的面具。
林音真琴（りんね まこと）
聲：古島清孝（日本）
零隊的一員。位置MF。背號6號。有著黑皮膚、紫色頭髮及一對銳利的熊貓眼。
枝木早樹（えだき さき）
聲：泰勇気（日本）
位置DF。留一頭火焰頭髮，一副沒幹勁的表情。
木屋功治（きや こうじ）
聲：西墻由香（日本）
零隊的一員。位置DF。背号5號。有著金色馬尾、前髪一部分染成白色，看起來相當中性。
久雲仁太（ひさくも じんた）
聲：美名（日本）
位置MF。皮膚白皙，有著紅色瞳孔和細長的眼睛、並且有一道黑髮。
路野進（みちの　すすむ）
位置DF。有著淡黃色肌膚、戴著黑色墨鏡與紫色髮圈的巨漢。
元乃剛（もとの　つよし）
位置DF。有著紅色肌膚、像是牛的臉與抹茶色的後梳式髮型的巨漢。
野谷計一郎（のや けいいちろう）
位置MF。皮膚白皙而且是平頭、然後還有兩道黃綠色的團子頭髮型的巨漢

### 零隊
是劇場版「閃電十一人GO 究極之絆 獅鷲獸」登場的合成隊伍。在遊戲版裡只要打倒無盡閃耀隊或遠古黑暗隊，並且與光明版或黑暗版通信而進行通信對戰時，就會出現究極合成隊伍－「零隊」。
- 零隊戰術(必殺タクティクス)

無限之零（インフィニットゼロ）

白龍（はくりゅう）
位置FW，原無盡閃耀隊的一員，零隊的隊長。是一名化身使者。
必殺技為「白色颶風」、「零式麥格農」(修)
修（シュウ）
位置FW，原遠古黑暗隊的一員，零隊的副隊長。是一名化身使者。
必殺技為「黑色灰燼」、「零式麥格農」(白龍)
蛇野巻人（へびの まきと）
位置GK，原無限光明隊的一員。
必殺技為「毒蛇魔牙」
木屋功治（きや こうじ）
原遠古黑暗隊的一員。
鬼塚平太（おにづか へいた）
原無無盡閃耀隊的一員。
林音真琴（りんね まこと）
原遠古黑暗隊的一員。是一名化身使者。
江島一八（えじま かずや）
原無盡閃耀隊的一員。
悠木讓（ゆうき じょう）
原遠古黑暗隊的一員。是一名化身使者。
佐喜幸夫（さき ゆきお）
原無盡閃耀隊的一員。
海（カイ）
原遠古黑暗隊的一員。是一名化身使者。
青銅彈（せいどう だん）
原無盡閃耀隊的一員。是一名化身使者。

## 和遊戲的連動
- 只要用所販售的預售票得到的交換卡在《閃電十一人 王牌前鋒》中輸入卡片上面的密碼就能得到下列資料。

角色 - 龜崎河童
必殺技有「山寨炸彈」、「詐欺射門」。

## 小說版
2011年12月由小学館ジュニアシネマ文庫發行。執筆者是寫出《閃電十一人 最強軍團王牙來襲》劇本的冨岡淳広。與前作一樣是以補充電影本篇的形式來描寫每個人的心情等方面、描寫足球襲卷這個社會的現狀與閃電日本隊贏得世界賽冠軍到足球被第五部門控制的詳細過程、然後也以圓堂開始描寫一部分閃電日本隊關係人員在以後各人所走的不同道路。

## 工作人員
- 企画・總監修・故事原案 - 日野晃博
- 導演 - 宮尾佳和
- 角色設定原案 - 長野拓造
- 角色設定 - 池田裕治、井ノ上ユウ子
- 音響監督 - 中嶋聡彦、三間雅文
- 音樂 - 寺田志保
- 動畫製作 - OLM
- 製作 - LEVEL5/FCイナズマイレブンGO MOVIE 2011
- 配給 - 東寶

## 主題曲

### 片頭曲
「虹を超えて天までとどけっ！」
歌-T-Pistonz+KMC 

### 片尾曲
「僕らの樂園 」
歌-T-Pistonz+KMC

## 外部連結
- 《劇場版閃電十一人GO 究極之絆獅鷲獸》電影官網
- 《劇場版閃電十一人 最強軍團王牙來襲》電影官網